# Barousse (fromage)
Pour l’article homonyme, voir Barousse.
Le barousse est un fromage pyrénéen français, produit dans la vallée de la Barousse, Hautes-Pyrénées. Il tire son nom de sa vallée d’origine.

## Historique
À partir du XVIIIe siècle, Sost devient l'un des lieux passages des troupeaux de brebis allant à l'estive. Au siècle suivant, l’élevage bovin se développe dans la vallée de Saint-Bertrand-de-Comminges. 
La naissance du fromage de Barousse est due au mélange du lait de brebis et de lait de vache. Le village de Sost reste au centre de la zone de production du Barousse.

## Fabrication
Le barousse est un fromage rustique de lait cru de brebis ou de vache ou d’un mélange de lait de vache et de lait de brebis, dont la pâte est pressée non cuite. Il est fabriqué à la main,.
C’est une pâte à trous qui pendant les deux premières semaines est lavée, essuyée et retournée tous les jours. Il a une forme cylindrique et sa croûte est de couleur claire. Il lui faut 5 à 8 semaines d'affinage. Il aura alors une forte odeur de foin. Sa pâte est de couleur ivoire avec une ligne orange dans le bas,.

## Dégustation
Ce fromage est relativement doux, contrairement à ce que son odeur rustique pourrait laisser croire.

### Vins conseillés
- Vin rouge fruité[5]
- Vin blanc sec[5]
- Vin rouge léger[4]

### Saisons conseillées
On peut le déguster toute l’année.